# Библиотековедение (журнал)
«Библиотекове́дение» (англ. Library and Information Science) — цветной, иллюстрированный, научно-практический журнал о библиотечном и книжном деле в пространстве информационной культуры. Издаётся Российской государственной библиотекой. Выходит с периодичностью в 6 номеров в год.
Решением аттестационной комиссии Министерства образования и науки Российской Федерации журнал включён в «Перечень российских рецензируемых научных журналов, в которых должны быть опубликованы основные научные результаты диссертаций на соискание учёных степеней доктора и кандидата наук».

## История
Журнал основан в 1952 году под названием «Библиотеки СССР. Опыт работы», с 1967 года — «Библиотеки СССР», с 1973 года преобразован в периодическое издание «Советское библиотековедение», с 1993 года выходит под современным названием.

## Тематика
Журнал печатает статьи по широкому кругу проблем содержания и организации деятельности библиотек как социального института в сфере культуры, науки, образования, информации. Публикуются статьи по вопросам библиотечного дела в социально-культурном контексте, единстве современных проблем и истории, теории и практики, во взаимосвязях с гуманитарными науками, на фоне мировых процессов в этой области.

## Аудитория журнала
Журнал адресован библиотечным и информационным работникам, библиотековедам, книговедам, преподавателям, аспирантам, студентам вузов и колледжей культуры и искусств, университетов, библиофилам и прочим.